# Александер де Кро
Александер Де Кро (хол. Alexander De Croo; 3. новембар 1975) је белгијски политичар и бизнисмен који је био премијер Белгије од октобра 2020. године до фебруара 2025. Де Кро је рођен у Вилвордеу, Фламански Брабант, и студирао је пословни инжењеринг на Врије Университеит Бриселу пре него што је стекао МБА на Универзитету Нортхвестерн у Сједињеним Државама. Радио је за Бостон Консултинг Груп пре него што је основао сопствену компанију Дартс-ип 2006. Де Кро се укључио у белгијску политичку партију Опен Влаамсе Либерален ен Демократен (Опен ВЛД), чији је председник био од 2009. до 2012. Од 2012. до 2020. године, Де Кро је био у владама Елија Ди Рупа, Шарла Мишела и Софи Вилмес као заменик премијера Белгије. Током свог мандата као потпредседник Владе обављао је дужност министра пензија од 2012. до 2014. године, министра за развојну сарадњу од 2014. до 2020. године и министра финансија од 2018. до 2020. године. 1. октобра 2020. године, више од годину дана након 2019. на савезним изборима, формирана је Де Кроова влада да замени Вилмесову мањинску владу, са Де Кроом као премијером.

## Младост и карера
Александар Де Кро је рођен 3. новембра 1975. у Вилворду у Фламанском Брабанту, Белгија, и био је једно од двоје деце политичара и државног министра Хермана Де Кроа и његове супруге Франсоаз Дезген. Године 1993. похађао је Врије Университеит Бруссел гдје је 1998. дипломирао пословно инжењерство. Похађао је Нортхвестерн Университи у Еванстону, Илиноис, 2002. и завршио МБА на Келлогг Скул оф Менеџмент 2004. Пре своје политичке каријере, Де Кро је постао вођа пројекта у Бостон Цонсултинг Гроуп 1999. Године 2006. основао је нову компанија под називом Дартс-ип која је специјализована за пружање услуга професионалцима за интелектуалну својину.

## Рана политичка каријера
Де Кро је 2009. године први пут учествовао у политици, учествујући на европским изборима 2009. године. Добио је више од 47.000 гласова. Де Кро је 26. октобра постао кандидат за председника своје политичке партије Отворени фламански либерали и демократе (Отворени ВЛД), да би наследио председника прелазне странке, Ги Верхофштата. Одабрао је Винсента Ван Куикенборна и Патрицију Цејсенс за своје саиграче да се такмиче против Марина Кеулена и Гвендолин Рутен. 12. децембра изабран је за председника у другом кругу са 11.676 гласова; Марино Кеулен добио је 9.614 гласова. Његов избор је сматран изузетним јер скоро да није имао претходног искуства као политичар.

### Политичка криза
Пет месеци након што је изабран за лидера странке, Де Кро је запретио да ће повући Отворени ВЛД из владајуће коалиције ако не буде решења за уставни спор о питању гласања Брисел-Хале-Вилворд. Након истека рока Отвореног ВЛД-а, партија је напустила владу, а онда је премијер Ив Летерм најавио оставку владе. То је прихватио краљ Алберт II 26. априла 2010. Током избора за Сенат 2010. године, Де Кро је добио више од 301.000 гласова, трећи по броју гласова у изборној јединици у којој се говори холандски и био је сенатор до 22. октобра 2012. године.

## Карера у влади

### Део владе Ди Рупа
Де Кро је наследио Ван Кукенборна у Ди Руповој влади на месту заменика премијера и министра пензија 22. октобра 2012. након што је Ван Квикенборн поднео оставку да би постао градоначелник Кортријка. У децембру је Гвендолин Рутен изабрана за нову председницу Опен ВЛД.

### Део прве и друге владе Мишела
Након белгијских савезних избора 2014. и формирања савезне владе, одлучено је да он остане потпредседник владе у новоформираној Влади Мишела И. Де Кро је такође постао министар за развојну сарадњу, дигиталну агенду, телекомуникације и поштанске услуге, док је Даниел Бацкуелаине преузео дужност министра пензија. Ова влада ступила је на дужност 11. октобра 2014. године. Током Де Кроовог мандата, Белгија је постала прва земља која је суспендовала званичну развојну помоћ Бурундију након почетка насилних немира у тој афричкој земљи од 2015. Де Кро је 2017. обећао 25 милиона евра (26,81 милиона долара) до 2025. за искорењивање афричких болест спавања. Такође је био један од оснивача покрета Она одлучује, реакције против поновног инсталирања политике Мексико Ситија од стране председника Доналда Трампа. Након неслагања унутар владе око Глобалног договора УН за миграције, Н-ВА је напустила владајућу коалицију, због чега је администрација 9. децембра 2018. постала мањинска влада, позната као Мишел II. Де Кро је постао министар финансија, заменивши Јохана Ван Овертвелдта. Де Кро је у децембру 2018. године изашао на сцену током концерта Мандела 100 Глобал Цитизен Фестивала у Јоханесбургу у Јужној Африци. Био је то завршни догађај међународне кампање #СхеИсЕкуал за женска права која је привукла 780 милиона евра обавеза.

### Део прве и друге владе Вилмеса
Под привременом администрацијом премијерке Софи Вилмес, надгледао је пакет финансијских стимулација за суочавање са кризом ЦОВИД-19 и договор о спасавању Брусселс Аирлинеса 2020. Изабран је за заједничког заменика председника Опен ВЛД, заједно са Егбертом Лахертом.

## Премијер
Краљ је 23. септембра 2020. именовао Александра Де Кроа и Пола Магнета (ПС) да формирају владу. Дана 30. септембра 2020, објављено је да ће Де Кро преузети позицију премијера, наслиједивши Вилмеса. Формирање белгијске владе (Вивалди) трајало је доста времена. У књизи Де доодграверс ван Белгие аутора Воутера Версцхелдена [нл] се наводи да је главни разлог за продужене преговоре био скандал око комуникације између Де Кроа и италијанске порнографске филмске глумице. Коријере дела Сера је у августу 2021. цитирао изјаве умешане глумице, тврдећи да јој је Де Кро послао поруку да тражи састанак и да се нису срели, али су наставили да размењују поруке. Де Кроова влада има већи удео жена министара од било које претходне белгијске владе: половина министара су жене. У јуну 2021. са белгијским краљем Филипом посетио је место урушавања зграде у Антверпену и разговарао са радницима хитне помоћи. У фебруару 2022. Влада је усвојила закон којим ће тржиште рада учинити флексибилнијим: запослени ће имати могућност, под условом да се њихова компанија сагласи, да пређу на четвородневну седмицу. Заузврат, њихови радни дани ће бити продужени на 9,5 сати (што одговара 38-часовној недељи). Закон такође предвиђа радно време између 20 часова. и поноћ флексибилније, јер се више неће сматрати ноћним радом и неће давати право запосленима на било какву накнаду Влада жели да повећа војну потрошњу на 2 процента БДП-а како би испунила захтеве НАТО-а и владе САД, што изазива напетост унутар њене коалиције. Десница подржава план, али се еколози противе, тврдећи да влада треба да има друге приоритете осим војске, док социјалисти остају неодлучни. Дана 26. новембра 2022, Де Кро и министар спољних послова Хаџа Лахбиб посетили су Украјину, састали се са украјинским председником Володимиром Зеленским и обећали наставак белгијске подршке Украјини.

## Политичка гледишта и идеологија
Као и већина партијских лидера у Белгији, Де Кро се залаже за већа ограничења политичке моћи белгијског монарха. Он је мишљења да власт монарха треба да буде церемонијална, слична оној код других западноевропских монарха.

## Приватни живот
Де Кро је ожењен Аник Пендерс и имају двоје деце. Он је страствени коњаник и сваке године учествује на свечаном догађају заједно са својим оцем; 2010. сломио стопало и лакат када је пао са коња. Течно говори холандски и енглески, као и француски, матерњи језик његове мајке.